# 宁布雷希特
宁布雷希特（德語：Nümbrecht，發音：[ˈnʏmbʁɛçt]）是德国北莱茵-威斯特法伦州科隆行政区上贝格县的市镇，面积71.78平方千米，2023年12月31日人口为17,700人。